# Сабуров, Акмал
Акмал Сабуров (тадж. Акмал Сабуров; 22 октября 1987, Таджикская ССР, СССР) — таджикский футболист, защитник. Выступал за сборную Таджикистана.

## Карьера
Мастер спорта Республики Таджикистана. Трёхкратный чемпион РТ. Обладатель Кубка Таджикистана. Играл в командах «Вахш» (Курган-Тюбе), «Истиклол» (Душанбе). Дебютировал в клубе в 2012 году.
Сыграл 6 матчей за сборную Таджикистана. Дебютировал в 2009 году.

## Достижения
- Обладатель Кубка Таджикистана: 2019[1]

## Семья
Женат. 10 июля 2010 года у него родилась дочь.